# The Wall Live (turné)
The Wall Live bylo páté sólové koncertní turné britského baskytaristy a zpěváka Rogera Waterse, které proběhlo v letech 2010 až 2013. Jednalo se o první pódiové představení alba (rockové opery) The Wall od skupiny Pink Floyd, na kterém se podílel jeden z jejich členů, od roku 1990, kdy rovněž Waters uspořádal koncert The Wall – Live in Berlin. Tržby z celého turné, které čítalo 219 vystoupení, dosáhly částky 459 milionů dolarů, což z něj učinilo třetí nejvýdělečnější turné všech dob (po U2 360° Tour od U2 a A Bigger Bang Tour od The Rolling Stones).
V září 2014 byl na Torontském mezinárodním filmovém festivalu představen dokumentárně-hudební film Roger Waters The Wall pocházející z tohoto turné, který v roce 2015 následovalo vydání stejnojmenného koncertního/soundtrackového alba.

## Obsazení

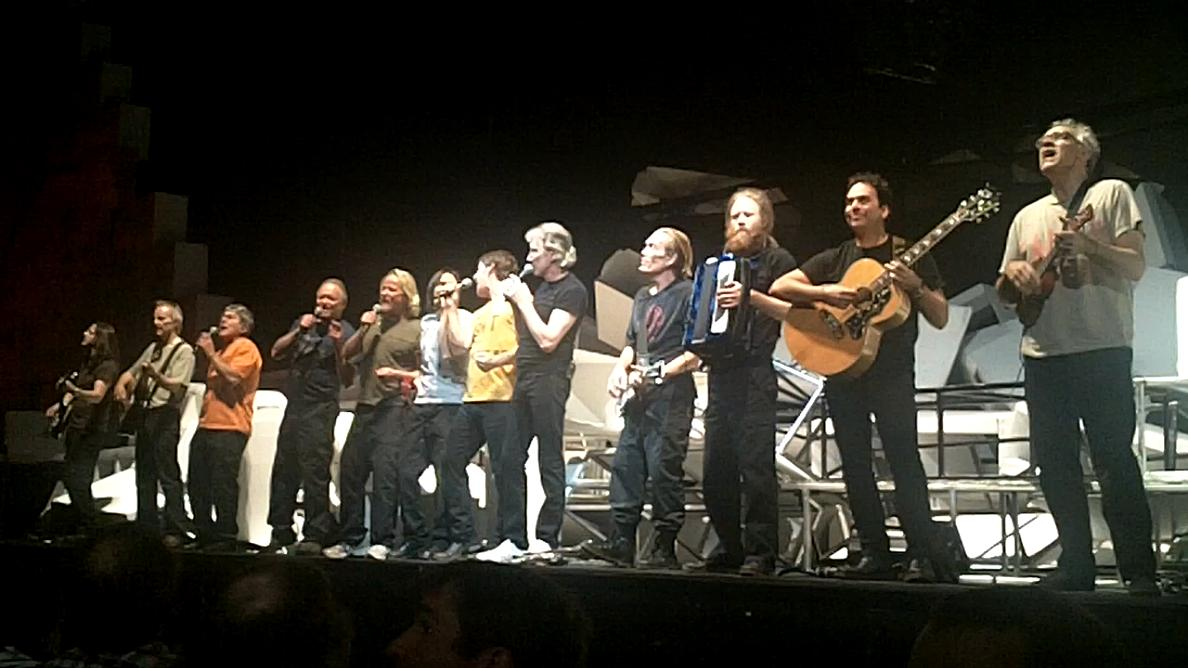
Všichni hudebníci při závěrečné skladbě „Outside The Wall“ (Kansas City, 30. října 2010)

- Roger Waters – baskytara, akustická kytara, trubka, zpěv
- Dave Kilminster – kytara, banjo, baskytara
- Snowy White – kytara
- G. E. Smith – kytara, baskytara, mandolína
- Jon Carin – klávesy, kytara, lap steel kytara
- Harry Waters – Hammondovy varhany, klávesy, akordeon
- Graham Broad – bicí, perkuse, ukulele
- Robbie Wyckoff – zpěv
- Jon Joyce – vokály
- Kipp Lennon – vokály
- Mark Lennon – vokály
- Pat Lennon – vokály

Hosté na koncertě 12. května 2011:
- David Gilmour – kytara a zpěv v „Comfortably Numb“, mandolína v „Outside the Wall“
- Nick Mason – tamburína v „Outside the Wall“

## Scéna

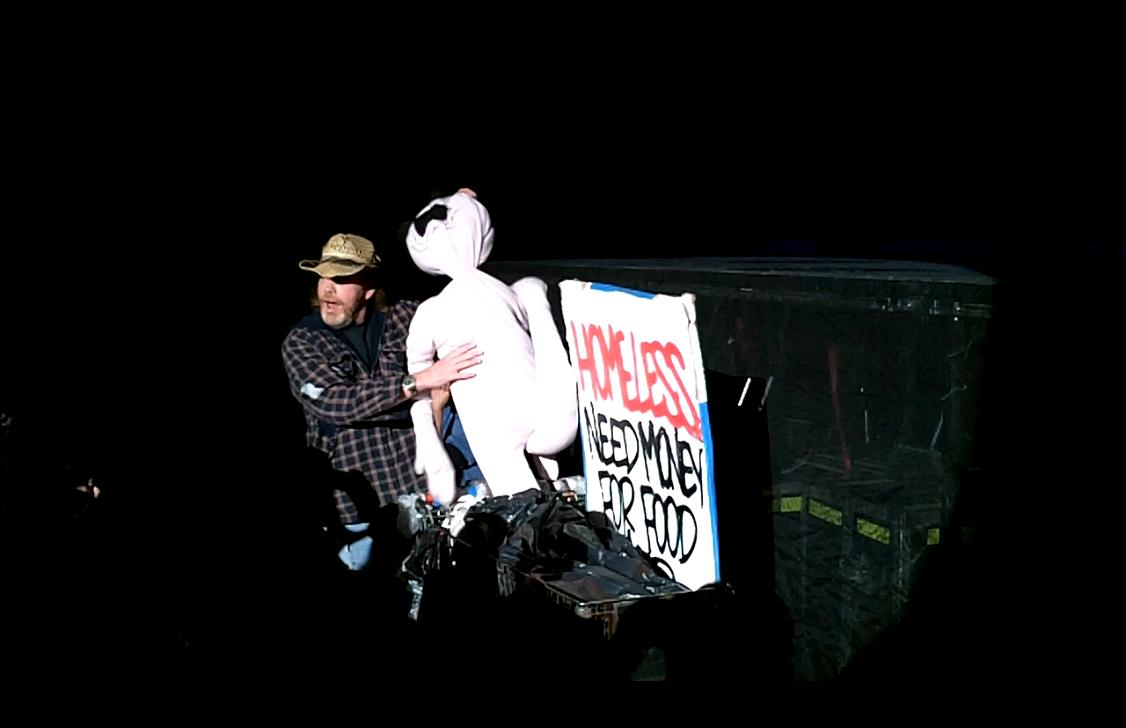
Bezdomovec před koncertem (Denver, 23. listopadu 2010)

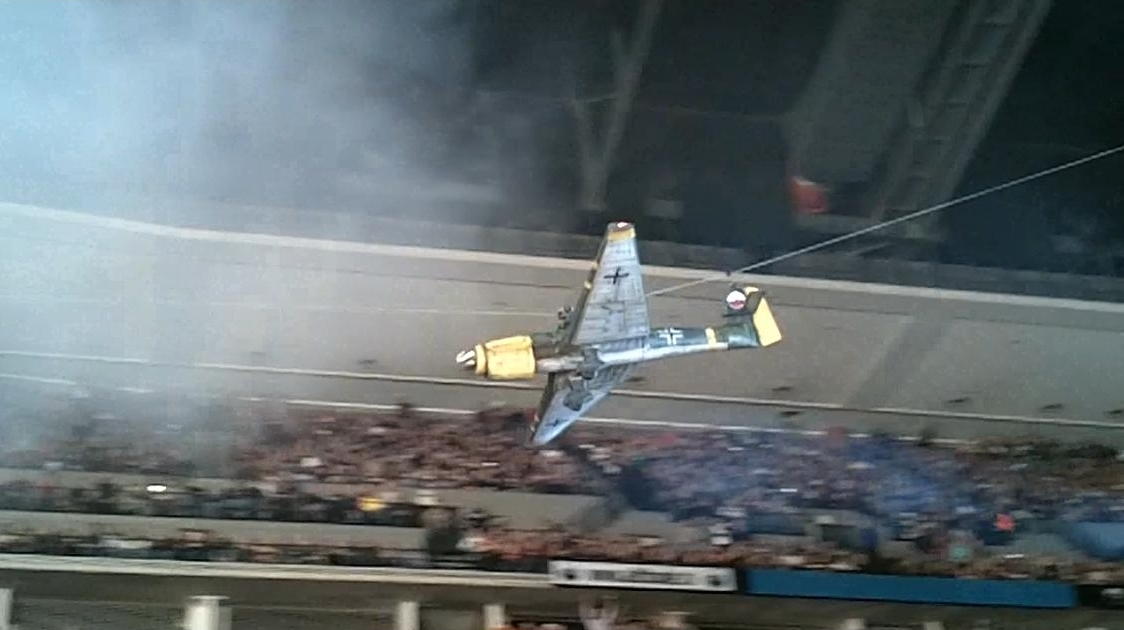
Bombardér Stuka prolétávající arénou na konci úvodní skladby „In the Flesh?“ (Denver, 23. listopadu 2010)

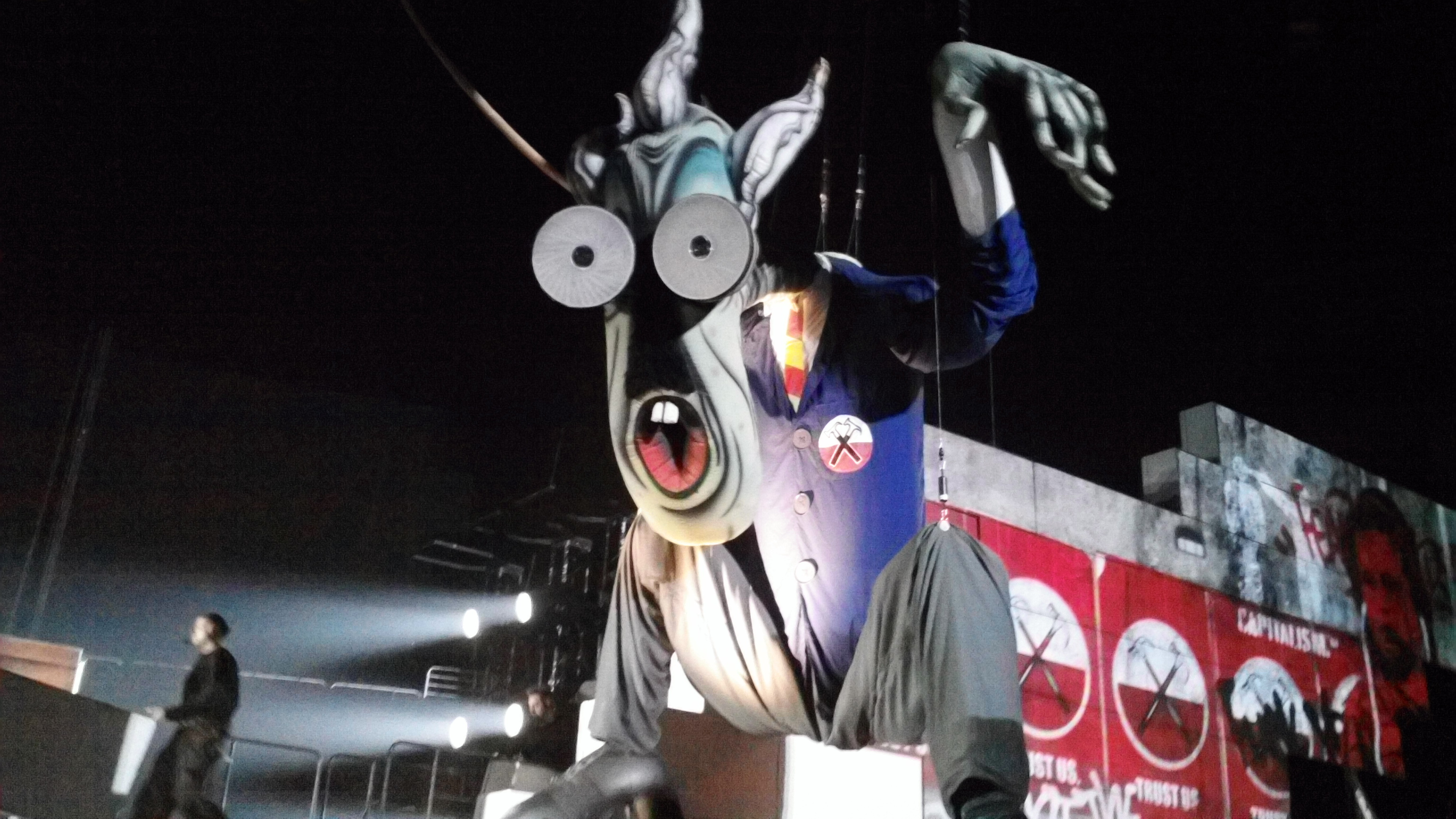
Loutka učitele při skladbě „Another Brick in the Wall, Part II“ (Omaha, 26. října 2010)

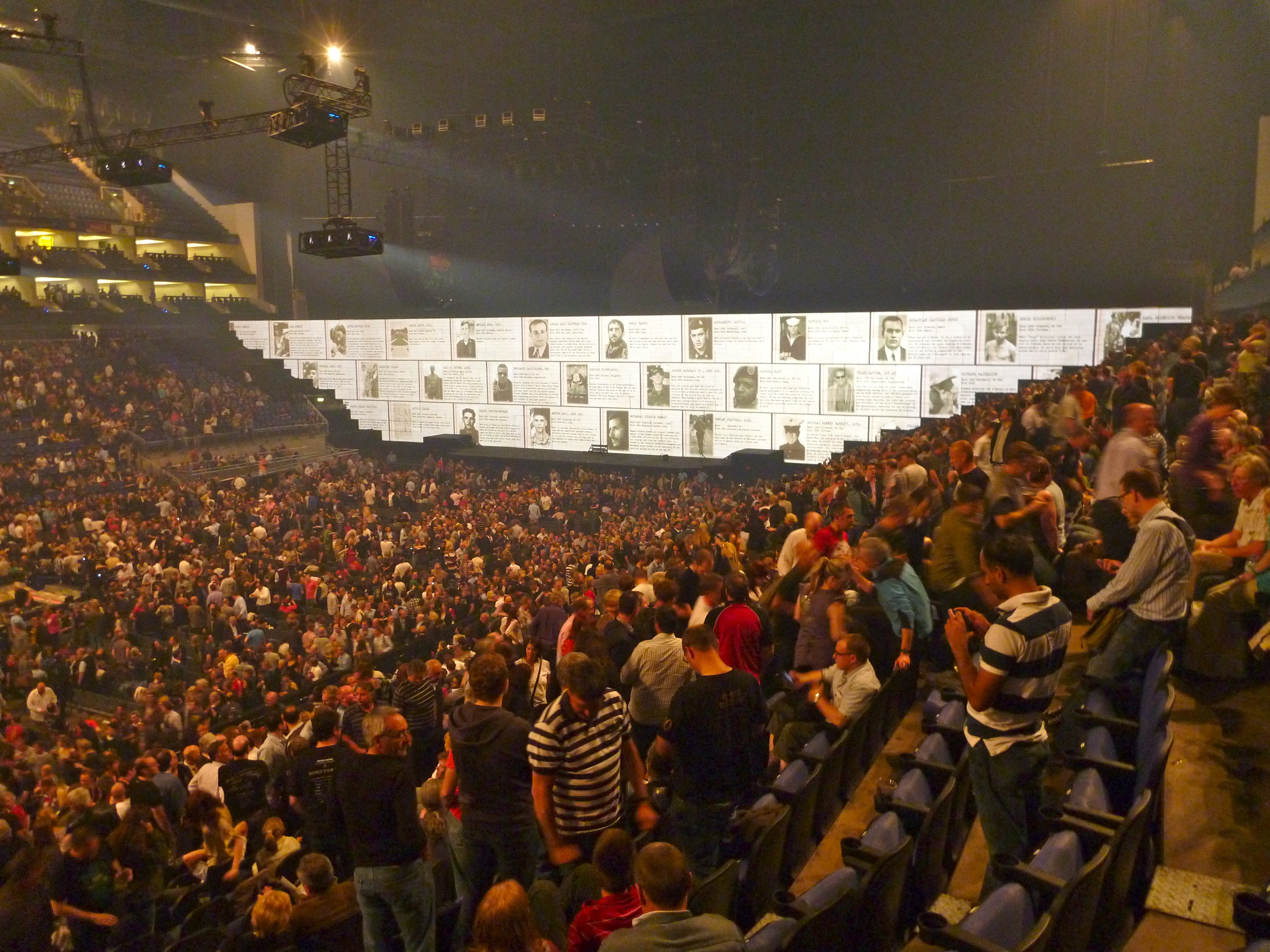
Přestávka s projekcí „vizitek“ padlých (Londýn, 12. května 2011)

Scéna vycházela z původního koncertního provedení The Wall Pink Floyd z let 1980 a 1981. Již před koncertem byla mezi publikem a hudebníky napříč celou arénou částečně vystavěna zeď („the wall“; délka 73 m a výška 11 m) z kartonových krabic představujících cihly, která byla v průběhu první půlky vystoupení dostavována, až při skladbě „Goodbye Cruel World“ byla do ní uložena poslední „cihla“. I během první poloviny, ale především ve druhé polovině koncertu byla zeď využita jako obrovské promítací plátno s nejrůznějšími animacemi (zčásti původními od Geralda Scarfea) a protiválečnými vzkazy Rogera Waterse. Během přestávky byly na zeď promítány fotky a krátké popisy životních osudů padlých během válek 20. století, které Watersovi na jeho žádost před zahájením turné posílali lidé z celého světa. Podobně jako na původních koncertech byly rovněž využity obří loutky učitele, matky a milenky, létající nafukovací prase (známý symbol Pink Floyd) či model prolétávajícího a explodujícího bombardéru Stuka, které se vztahovaly k tématům jednotlivých písní. Před závěrečnou skladbou „Outside the Wall“ byla zeď kompletně zbořena a celá skupina akusticky odehrála tuto poslední píseň před diváky.
Součástí vlastní show byl v první americké části turné i bezdomovec, který před koncertem za zvuku reprodukované hudby (např. John Lennon nebo Bob Dylan) a zvukové stopy z Kubrickova filmu Spartakus obcházel koncertní halu a tlačil nákupní vozík s prázdnými plechovkami, původní loutkou Pinka z koncertů z let 1980 a 1981 a odpadky s nápisy „No thought control“ (citát ze skladby „Another Brick in the Wall, Part II“) a „Homeless people need money for booze and hookers“. Od evropských koncertů v roce 2011 byla vystoupení zahajována příchodem vojáků držících během téhož audio úryvku ze Spartaka loutku Pinka.

## Setlist
Koncerty zahrnovaly kompletní předvedení The Wall včetně skladeb „What Shall We Do Now?“ a „The Last Few Bricks“, které se již na původní studiové album nevešly, ale které Pink Floyd hráli na koncertech v letech 1980 a 1981.
Na koncertu 16. června 2011 v Berlíně byla poprvé mezi písně „Another Brick in the Wall, Part II“ a „Mother“ vložena akustická coda s novou slokou o smrti Jeana Charlese de Menezese, který byl omylem zastřelen policisty nedlouho po teroristických útocích v Londýně 2005. Od tohoto koncertu je tato nová skladba běžnou součástí všech vystoupení.
Koncert konaný 4. února 2012 v Brisbane byl ukončen speciálním přídavkem – oblíbenou australskou písní „Waltzing Matilda“.
První polovina
- „In the Flesh?“
- „The Thin Ice“
- „Another Brick in the Wall, Part I“
- „The Happiest Days Of Our Lives“
- „Another Brick in the Wall, Part II“
- „Another Brick in the Wall, Part II (reprise)“ (od 16. června 2011)
- „Mother“
- „Goodbye Blue Sky“
- „Empty Spaces“
- „What Shall We Do Now?“
- „Young Lust“
- „One of My Turns“
- „Don't Leave Me Now“
- „Another Brick in the Wall, Part III“
- „The Last Few Bricks“
- „Goodbye Cruel World“

Druhá polovina
- „Hey You“
- „Is There Anybody Out There?“
- „Nobody Home“
- „Vera“
- „Bring the Boys Back Home“
- „Comfortably Numb“
- „The Show Must Go On“
- „In the Flesh“
- „Run Like Hell“
- „Waiting for the Worms“
- „Stop“
- „The Trial“
- „Outside the Wall“
- „Waltzing Matilda“ (pouze 4. února 2012)

## Koncerty

### Část 1: Severoamerické koncerty 2010

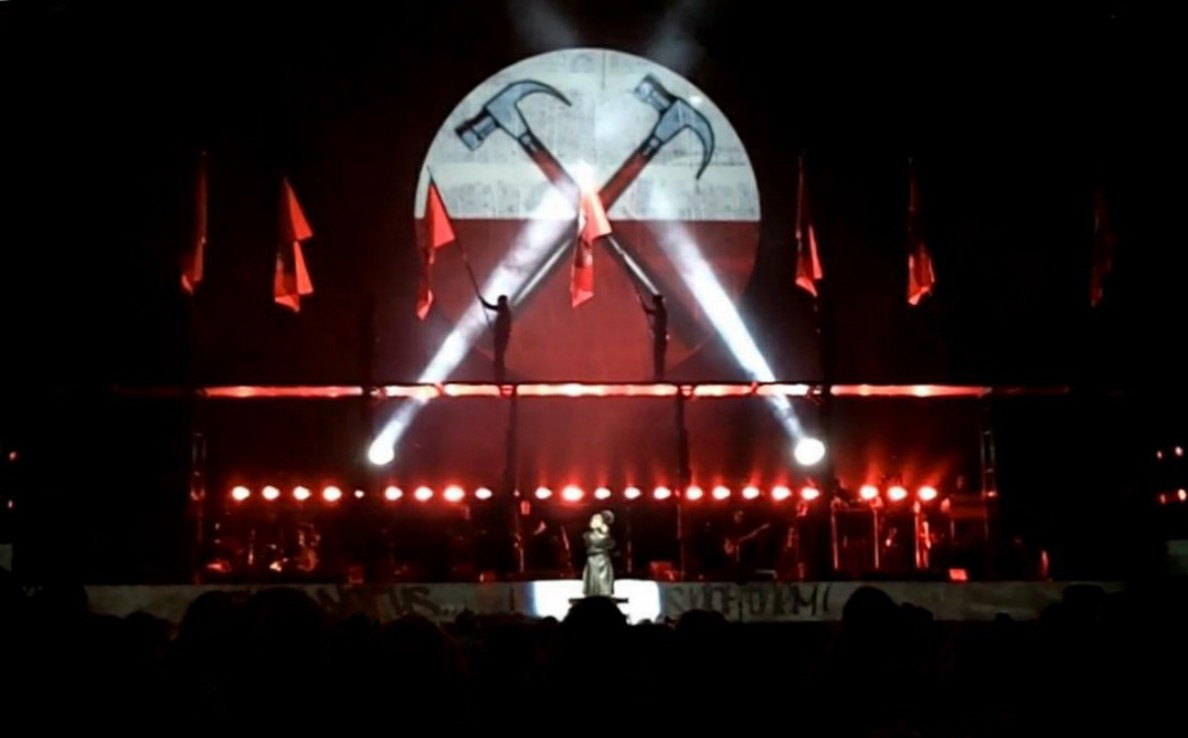
Úvodní skladba „In the Flesh?“ (St. Louis, 29. října 2010)

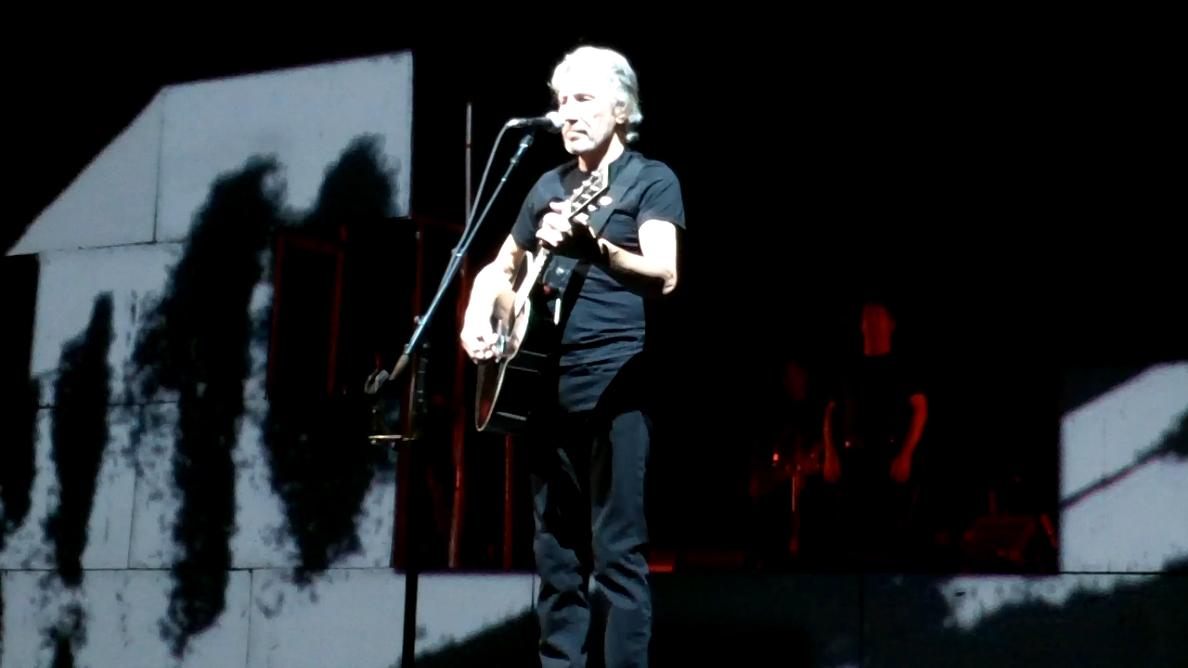
Roger Waters hraje „Mother“ (Kansas City, 30. října 2010)

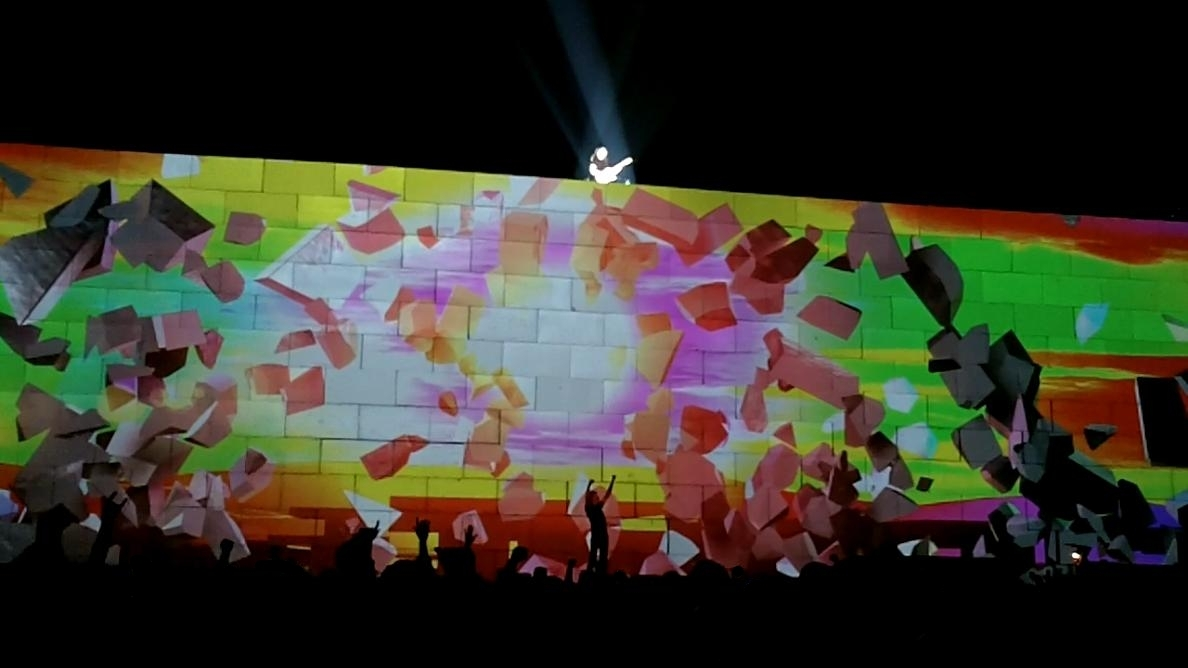
Kytarové sólo v „Comfortably Numb“ (St. Louis, 29. října 2010)

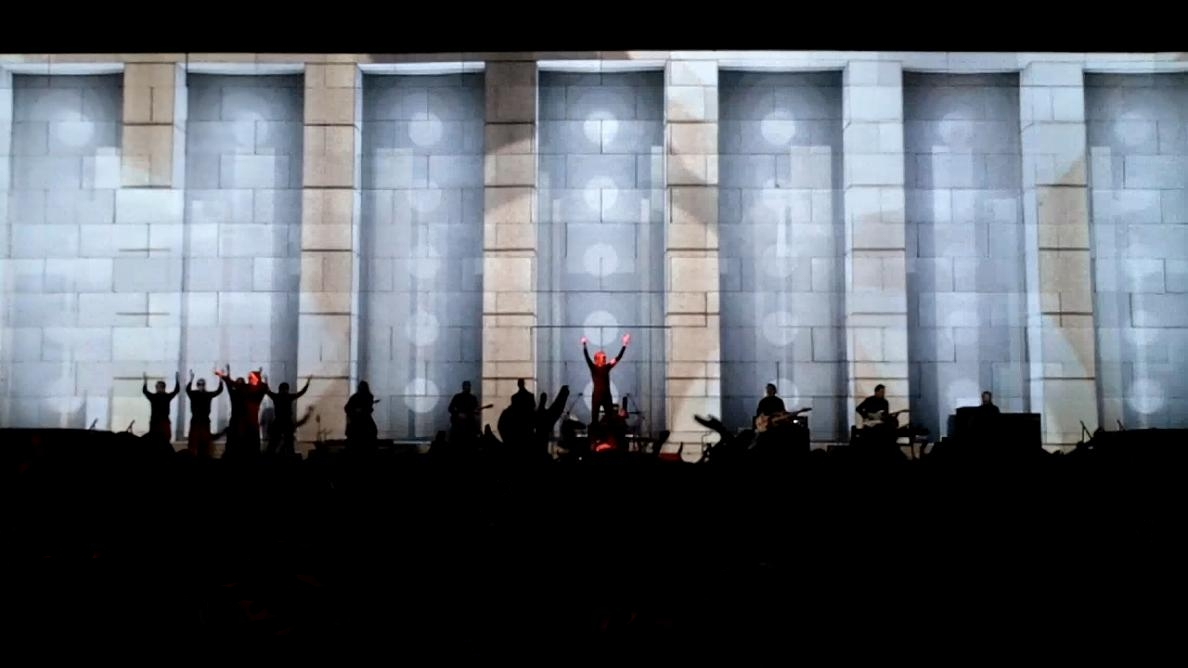
„Run Like Hell“ (St. Louis, 29. října 2010)

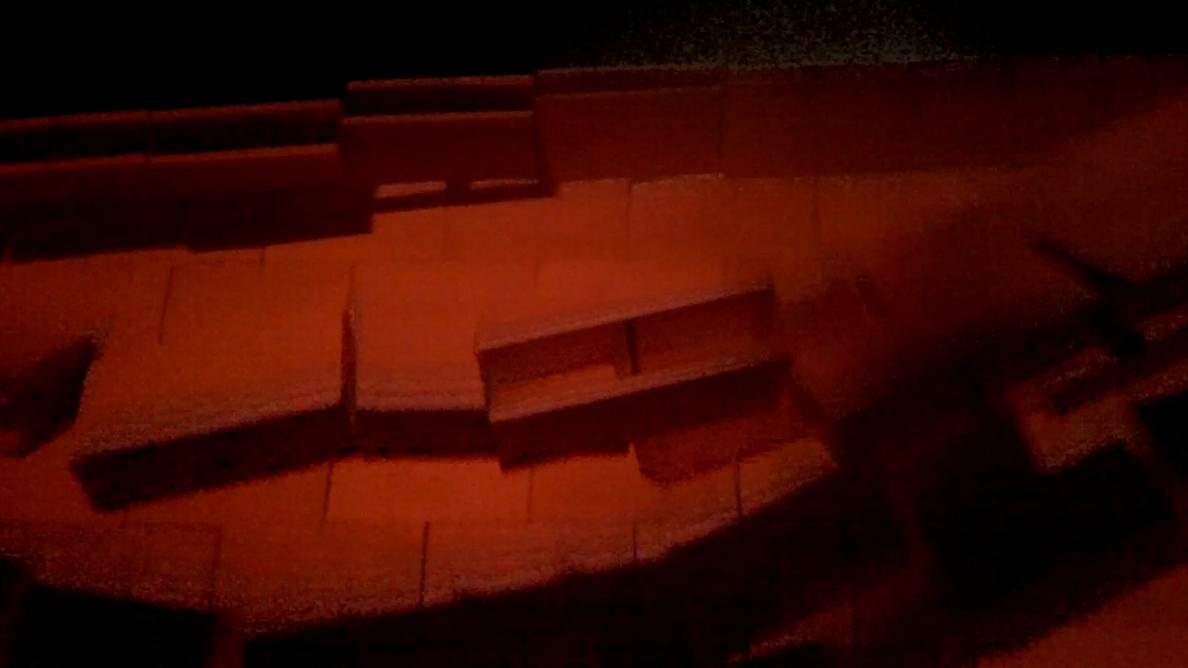
Stržení zdi (Kansas City, 30. října 2010)

| Datum              | Stát   | Město                | Místo                    | Poznámky                           |
| ------------------ | ------ | -------------------- | ------------------------ | ---------------------------------- |
| 15. září 2010      | Kanada | Toronto (ON)         | Air Canada Centre        |                                    |
| 16. září 2010      | Kanada | Toronto (ON)         | Air Canada Centre        |                                    |
| 18. září 2010      | Kanada | Toronto (ON)         | Air Canada Centre        |                                    |
| 20. září 2010      | USA    | Chicago (IL)         | United Center            |                                    |
| 21. září 2010      | USA    | Chicago (IL)         | United Center            |                                    |
| 23. září 2010      | USA    | Chicago (IL)         | United Center            |                                    |
| 24. září 2010      | USA    | Chicago (IL)         | United Center            |                                    |
| 26. září 2010      | USA    | Pittsburgh (PA)      | Consol Energy Center     |                                    |
| 28. září 2010      | USA    | Cleveland (OH)       | Quicken Loans Arena      |                                    |
| 30. září 2010      | USA    | Boston (MA)          | TD Garden                |                                    |
| 1. října 2010      | USA    | Boston (MA)          | TD Garden                |                                    |
| 3. října 2010      | USA    | Boston (MA)          | TD Garden                |                                    |
| 5. října 2010      | USA    | New York (NY)        | Madison Square Garden    |                                    |
| 6. října 2010      | USA    | New York (NY)        | Madison Square Garden    |                                    |
| 8. října 2010      | USA    | Buffalo (NY)         | HSBC Arena               |                                    |
| 10. října 2010     | USA    | Washington, D.C.     | Verizon Center           |                                    |
| 12. října 2010     | USA    | Uniondale (NY)       | Nassau Coliseum          |                                    |
| 13. října 2010     | USA    | Uniondale (NY)       | Nassau Coliseum          |                                    |
| 15. října 2010     | USA    | Hartford (CT)        | XL Center                |                                    |
| 17. října 2010     | Kanada | Ottawa (ON)          | Scotiabank Place         |                                    |
| 19. října 2010     | Kanada | Montréal (QC)        | Bell Centre              |                                    |
| 20. října 2010     | Kanada | Montréal (QC)        | Bell Centre              |                                    |
| 22. října 2010     | USA    | Columbus (OH)        | Schottenstein Center     |                                    |
| 24. října 2010     | USA    | Detroit (MI)         | Palace of Auburn Hills   |                                    |
| 26. října 2010     | USA    | Omaha (NE)           | Qwest Center             |                                    |
| 27. října 2010     | USA    | Saint Paul (MN)      | Xcel Energy Center       |                                    |
| 29. října 2010     | USA    | St. Louis (MO)       | Scottrade Center         |                                    |
| 30. října 2010     | USA    | Kansas City (MO)     | Sprint Center            |                                    |
| 3. listopadu 2010  | USA    | East Rutherford (NJ) | Izod Center              |                                    |
| 4. listopadu 2010  | USA    | East Rutherford (NJ) | Izod Center              |                                    |
| 6. listopadu 2010  | USA    | New York (NY)        | Madison Square Garden    |                                    |
| 8. listopadu 2010  | USA    | Filadelfie (PA)      | Wells Fargo Center       |                                    |
| 9. listopadu 2010  | USA    | Filadelfie (PA)      | Wells Fargo Center       |                                    |
| 11. listopadu 2010 | USA    | Filadelfie (PA)      | Wells Fargo Center       |                                    |
| 13. listopadu 2010 | USA    | Fort Lauderdale (FL) | Bank Atlantic Center     |                                    |
| 14. listopadu 2010 | USA    | Fort Lauderdale (FL) | Bank Atlantic Center     |                                    |
| 16. listopadu 2010 | USA    | Tampa (FL)           | St. Pete Times Forum     |                                    |
| 18. listopadu 2010 | USA    | Atlanta (GA)         | Philips Arena            |                                    |
| 20. listopadu 2010 | USA    | Houston (TX)         | Toyota Center            |                                    |
| 21. listopadu 2010 | USA    | Dallas (TX)          | American Airlines Center |                                    |
| 23. listopadu 2010 | USA    | Denver (CO)          | Pepsi Center             |                                    |
| 26. listopadu 2010 | USA    | Las Vegas (NV)       | MGM Grand Garden Arena   |                                    |
| 27. listopadu 2010 | USA    | Phoenix (AZ)         | US Airways Center        |                                    |
| 29. listopadu 2010 | USA    | Los Angeles (CA)     | Staples Center           |                                    |
| 30. listopadu 2010 | USA    | Los Angeles (CA)     | Staples Center           |                                    |
| 3. prosince 2010   | USA    | Oakland (CA)         | Oracle Arena             |                                    |
| 5. prosince 2010   | USA    | Los Angeles (CA)     | Staples Center           |                                    |
| 7. prosince 2010   | USA    | San José (CA)        | HP Pavilion              | vystoupení přesunuto z 6. prosince |
| 8. prosince 2010   | USA    | San José (CA)        | HP Pavilion              |                                    |
| 10. prosince 2010  | Kanada | Vancouver (BC)       | Rogers Arena             |                                    |
| 11. prosince 2010  | USA    | Tacoma (WA)          | Tacoma Dome              |                                    |
| 13. prosince 2010  | USA    | Anaheim (CA)         | Honda Center             |                                    |
| 14. prosince 2010  | USA    | Anaheim (CA)         | Honda Center             |                                    |
| 18. prosince 2010  | Mexiko | Ciudad de México     | Palacio de los Deportes  |                                    |
| 19. prosince 2010  | Mexiko | Ciudad de México     | Palacio de los Deportes  |                                    |
| 21. prosince 2010  | Mexiko | Ciudad de México     | Palacio de los Deportes  |                                    |

### Část 2: Evropské koncerty 2011

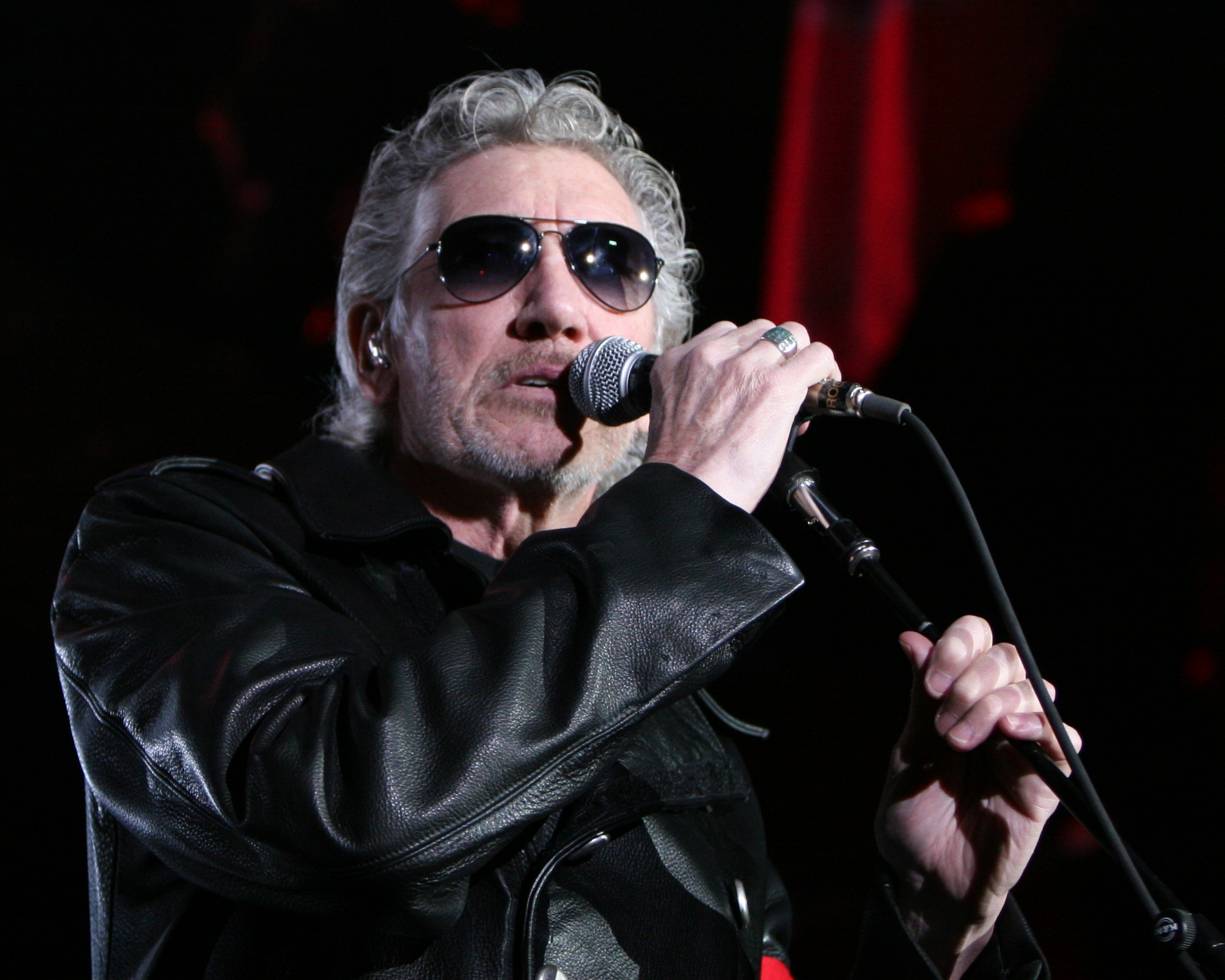
Roger Waters během koncertu v Barceloně (29. března 2011)

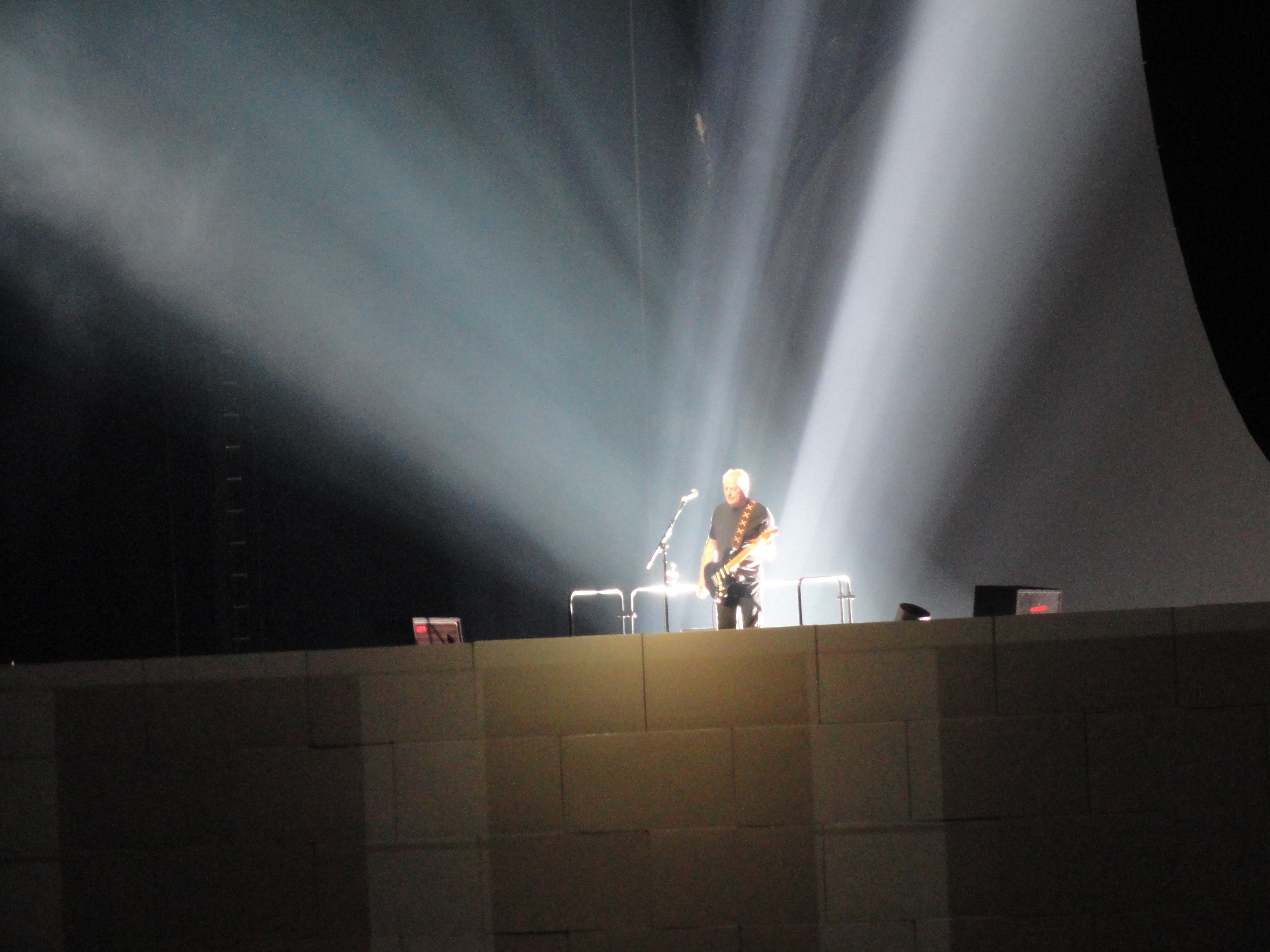
David Gilmour jako host ve skladbě „Comfortably Numb“ (Londýn, 12. května 2011)

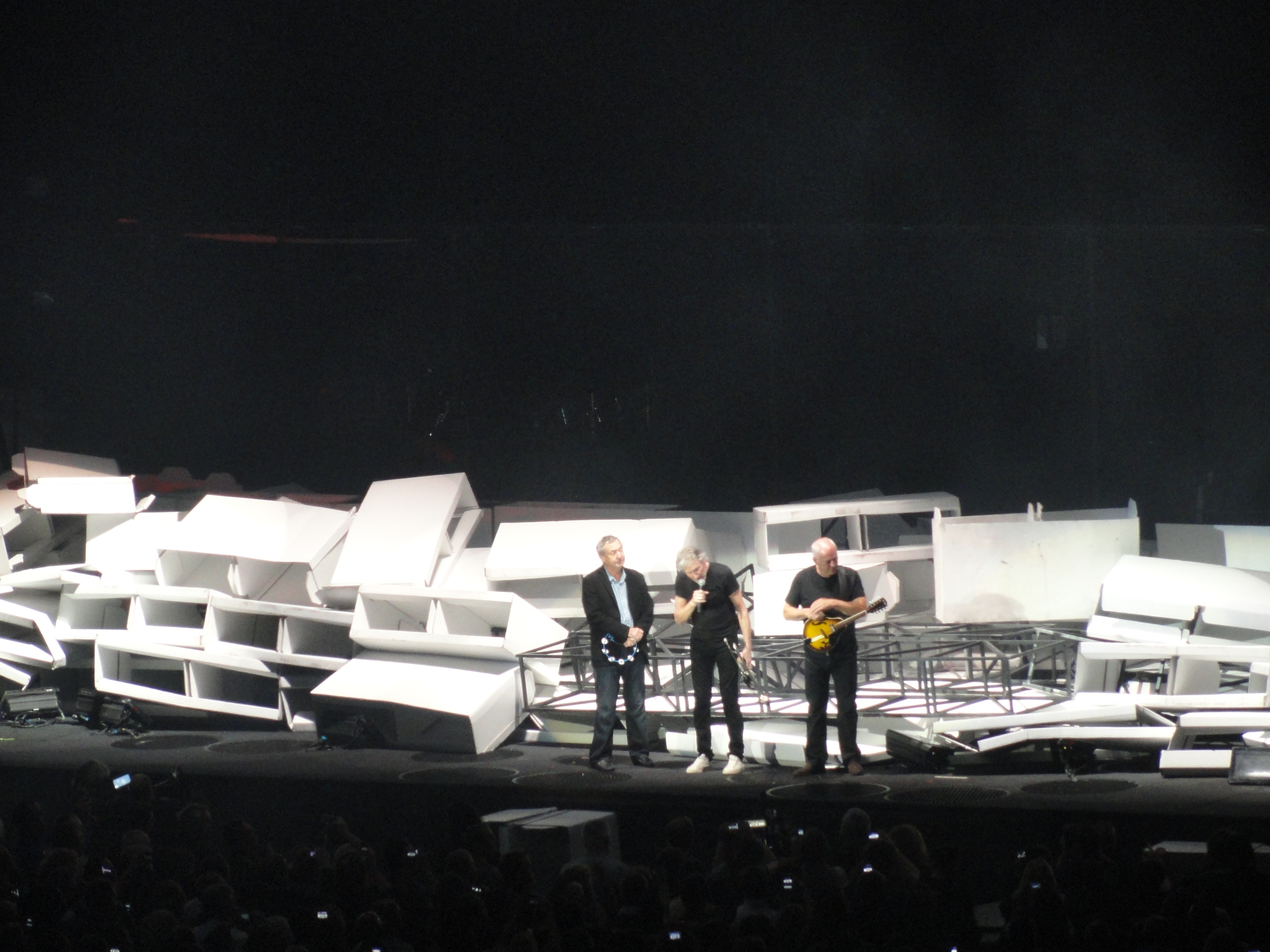
Opětovné setkání všech tří žijících členů Pink Floyd – Nick Mason, Roger Waters, David Gilmour (Londýn, 12. května 2011)

| Datum             | Stát               | Město      | Místo                                      | Poznámky                            |
| ----------------- | ------------------ | ---------- | ------------------------------------------ | ----------------------------------- |
| 21. března 2011   | Portugalsko        | Lisabon    | Pavilhão Atlântico                         |                                     |
| 22. března 2011   | Portugalsko        | Lisabon    | Pavilhão Atlântico                         |                                     |
| 25. března 2011   | Španělsko          | Madrid     | Palacio de Deportes                        |                                     |
| 26. března 2011   | Španělsko          | Madrid     | Palacio de Deportes                        |                                     |
| 29. března 2011   | Španělsko          | Barcelona  | Palau Sant Jordi                           |                                     |
| 30. března 2011   | Španělsko          | Barcelona  | Palau Sant Jordi                           |                                     |
| 1. dubna 2011     | Itálie             | Milán      | Mediolanum Forum                           |                                     |
| 2. dubna 2011     | Itálie             | Milán      | Mediolanum Forum                           |                                     |
| 4. dubna 2011     | Itálie             | Milán      | Mediolanum Forum                           |                                     |
| 5. dubna 2011     | Itálie             | Milán      | Mediolanum Forum                           |                                     |
| 8. dubna 2011     | Nizozemsko         | Arnhem     | Gelredome                                  |                                     |
| 9. dubna 2011     | Nizozemsko         | Arnhem     | Gelredome                                  |                                     |
| 11. dubna 2011    | Nizozemsko         | Arnhem     | Gelredome                                  |                                     |
| 13. dubna 2011    | Chorvatsko         | Záhřeb     | Arena Zagreb                               |                                     |
| 15. dubna 2011    | Česko              | Praha      | O2 arena                                   |                                     |
| 16. dubna 2011    | Česko              | Praha      | O2 arena                                   |                                     |
| 18. dubna 2011    | Polsko             | Lodž       | Arena Łódź                                 |                                     |
| 19. dubna 2011    | Polsko             | Lodž       | Arena Łódź                                 |                                     |
| 23. dubna 2011    | Rusko              | Moskva     | Olimpijskij                                |                                     |
| 25. dubna 2011    | Rusko              | Petrohrad  | Petěrburgskij sportivno-koncertnij komplex |                                     |
| 27. dubna 2011    | Finsko             | Helsinky   | Hartwall Areena                            |                                     |
| 28. dubna 2011    | Finsko             | Helsinky   | Hartwall Areena                            |                                     |
| 30. dubna 2011    | Norsko             | Oslo       | Telenor Arena                              |                                     |
| 1. května 2011    | Norsko             | Oslo       | Telenor Arena                              |                                     |
| 4. května 2011    | Švédsko            | Stockholm  | Ericsson Globe                             |                                     |
| 5. května 2011    | Švédsko            | Stockholm  | Ericsson Globe                             |                                     |
| 7. května 2011    | Dánsko             | Kodaň      | Parken Stadium                             |                                     |
| 11. května 2011   | Spojené království | Londýn     | O2 Arena                                   |                                     |
| 12. května 2011   | Spojené království | Londýn     | O2 Arena                                   |                                     |
| 14. května 2011   | Spojené království | Londýn     | O2 Arena                                   |                                     |
| 15. května 2011   | Spojené království | Londýn     | O2 Arena                                   |                                     |
| 17. května 2011   | Spojené království | Londýn     | O2 Arena                                   |                                     |
| 18. května 2011   | Spojené království | Londýn     | O2 Arena                                   |                                     |
| 20. května 2011   | Spojené království | Manchester | Manchester Evening News Arena              |                                     |
| 21. května 2011   | Spojené království | Manchester | Manchester Evening News Arena              |                                     |
| 23. května 2011   | Irsko              | Dublin     | The O2                                     |                                     |
| 24. května 2011   | Irsko              | Dublin     | The O2                                     |                                     |
| 27. května 2011   | Belgie             | Antverpy   | Sportpaleis                                |                                     |
| 28. května 2011   | Belgie             | Antverpy   | Sportpaleis                                |                                     |
| 30. května 2011   | Francie            | Paříž      | Palais omnisports de Paris-Bercy           |                                     |
| 31. května 2011   | Francie            | Paříž      | Palais omnisports de Paris-Bercy           |                                     |
| 3. června 2011    | Německo            | Mannheim   | SAP Arena                                  |                                     |
| 4. června 2011    | Německo            | Mannheim   | SAP Arena                                  |                                     |
| 6. června 2011    | Švýcarsko          | Curych     | Hallenstadion                              |                                     |
| 7. června 2011    | Švýcarsko          | Curych     | Hallenstadion                              |                                     |
| 10. června 2011   | Německo            | Hamburk    | O2 World Hamburg                           |                                     |
| 11. června 2011   | Německo            | Hamburk    | O2 World Hamburg                           |                                     |
| 13. června 2011   | Dánsko             | Herning    | MCH Multiarena Herning                     |                                     |
| 15. června 2011   | Německo            | Berlín     | O2 World                                   |                                     |
| 16. června 2011   | Německo            | Berlín     | O2 World                                   |                                     |
| 18. června 2011   | Německo            | Düsseldorf | Esprit Arena                               |                                     |
| 20. června 2011   | Německo            | Mnichov    | Olympiahalle                               |                                     |
| 22. června 2011   | Maďarsko           | Budapešť   | Papp László Budapest Sportaréna            | vystoupení přesunuto z 13. dubna    |
| 24. června 2011   | Švýcarsko          | Curych     | Hallenstadion                              |                                     |
| 25. června 2011   | Švýcarsko          | Curych     | Hallenstadion                              |                                     |
| 27. června 2011   | Spojené království | Birmingham | National Indoor Arena                      |                                     |
| 28. června 2011   | Spojené království | Manchester | Manchester Evening News Arena              |                                     |
| 29. června 2011   | Spojené království | Manchester | Manchester Evening News Arena              | koncert zrušen                      |
| 30. června 2011   | Francie            | Paříž      | Palais omnisports de Paris-Bercy           |                                     |
| 1. července 2011  | Francie            | Paříž      | Palais omnisports de Paris-Bercy           |                                     |
| 3. července 2011  | Itálie             | Milán      | Mediolanum Forum                           | vystoupení přesunuto z 6. července  |
| 4. července 2011  | Itálie             | Milán      | Mediolanum Forum                           | vystoupení přesunuto ze 7. července |
| 8. července 2011  | Řecko              | Athény     | OAKA Indoor Hall                           |                                     |
| 9. července 2011  | Řecko              | Athény     | OAKA Indoor Hall                           |                                     |
| 12. července 2011 | Řecko              | Athény     | OAKA Indoor Hall                           |                                     |

### Část 3: Koncerty v Oceánii 2012
| Datum          | Stát        | Město           | Místo                         | Poznámky |
| -------------- | ----------- | --------------- | ----------------------------- | -------- |
| 27. ledna 2012 | Austrálie   | Perth (WA)      | Burswood Dome                 |          |
| 28. ledna 2012 | Austrálie   | Perth (WA)      | Burswood Dome                 |          |
| 1. února 2012  | Austrálie   | Brisbane (QLD)  | Brisbane Entertainment Centre |          |
| 2. února 2012  | Austrálie   | Brisbane (QLD)  | Brisbane Entertainment Centre |          |
| 4. února 2012  | Austrálie   | Brisbane (QLD)  | Brisbane Entertainment Centre |          |
| 7. února 2012  | Austrálie   | Melbourne (VIC) | Rod Laver Arena               |          |
| 8. února 2012  | Austrálie   | Melbourne (VIC) | Rod Laver Arena               |          |
| 10. února 2012 | Austrálie   | Melbourne (VIC) | Rod Laver Arena               |          |
| 11. února 2012 | Austrálie   | Melbourne (VIC) | Rod Laver Arena               |          |
| 14. února 2012 | Austrálie   | Sydney (NSW)    | Acer Arena                    |          |
| 15. února 2012 | Austrálie   | Sydney (NSW)    | Acer Arena                    |          |
| 18. února 2012 | Nový Zéland | Auckland        | Vector Arena                  |          |
| 20. února 2012 | Nový Zéland | Auckland        | Vector Arena                  |          |
| 22. února 2012 | Nový Zéland | Auckland        | Vector Arena                  |          |
| 23. února 2012 | Nový Zéland | Auckland        | Vector Arena                  |          |

### Část 4: Jihoamerické koncerty 2012
| Datum           | Stát      | Město             | Místo                                       | Poznámky                           |
| --------------- | --------- | ----------------- | ------------------------------------------- | ---------------------------------- |
| 2. března 2012  | Chile     | Santiago de Chile | Estadio Nacional Julio Martínez Prádanos    |                                    |
| 3. března 2012  | Chile     | Santiago de Chile | Estadio Nacional Julio Martínez Prádanos    |                                    |
| 7. března 2012  | Argentina | Buenos Aires      | Estadio Monumental Antonio Vespucio Liberti |                                    |
| 9. března 2012  | Argentina | Buenos Aires      | Estadio Monumental Antonio Vespucio Liberti |                                    |
| 10. března 2011 | Argentina | Buenos Aires      | Estadio Monumental Antonio Vespucio Liberti |                                    |
| 12. března 2012 | Argentina | Buenos Aires      | Estadio Monumental Antonio Vespucio Liberti |                                    |
| 14. března 2012 | Argentina | Buenos Aires      | Estadio Monumental Antonio Vespucio Liberti |                                    |
| 15. března 2012 | Argentina | Buenos Aires      | Estadio Monumental Antonio Vespucio Liberti |                                    |
| 17. března 2012 | Argentina | Buenos Aires      | Estadio Monumental Antonio Vespucio Liberti |                                    |
| 18. března 2012 | Argentina | Buenos Aires      | Estadio Monumental Antonio Vespucio Liberti |                                    |
| 20. března 2012 | Argentina | Buenos Aires      | Estadio Monumental Antonio Vespucio Liberti |                                    |
| 25. března 2012 | Brazílie  | Porto Alegre      | Estadio Beira-Rio                           | vystoupení přesunuto ze 17. března |
| 29. března 2012 | Brazílie  | Rio de Janeiro    | Estadio João Havelange                      | vystoupení přesunuto z 25. března  |
| 31. března 2012 | Brazílie  | São Paulo         | Estadio Cícero Pompeu de Toledo             | vystoupení přesunuto z 22. března  |
| 1. dubna 2012   | Brazílie  | São Paulo         | Estadio Cícero Pompeu de Toledo             | vystoupení přesunuto z 23. března  |

### Část 5: Severoamerické koncerty 2012
| Datum             | Stát   | Město                | Místo                         | Poznámky |
| ----------------- | ------ | -------------------- | ----------------------------- | -------- |
| 27. dubna 2012    | Mexiko | Ciudad de México     | Foro Sol                      |          |
| 28. dubna 2012    | Mexiko | Ciudad de México     | Foro Sol                      |          |
| 1. května 2012    | USA    | Houston (TX)         | Toyota Center                 |          |
| 3. května 2012    | USA    | Austin (TX)          | Frank Erwin Center            |          |
| 5. května 2012    | USA    | Tulsa (OK)           | BOK Center                    |          |
| 7. května 2012    | USA    | Denver (CO)          | Pepsi Center                  |          |
| 11. května 2012   | USA    | San Francisco (CA)   | AT&T Park                     |          |
| 13. května 2012   | USA    | San Diego (CA)       | Valley View Casino Center     |          |
| 15. května 2012   | USA    | Phoenix (AZ)         | US Airways Center             |          |
| 19. května 2012   | USA    | Los Angeles (CA)     | Los Angeles Memorial Coliseum |          |
| 22. května 2012   | USA    | Portland (OR)        | Rose Garden                   |          |
| 24. května 2012   | USA    | Seattle (WA)         | Key Arena                     |          |
| 26. května 2012   | Kanada | Vancouver (BC)       | BC Place                      |          |
| 28. května 2012   | Kanada | Edmonton (AB)        | Rexall Place                  |          |
| 29. května 2012   | Kanada | Edmonton (AB)        | Rexall Place                  |          |
| 31. května 2012   | Kanada | Winnipeg (MB)        | MTS Centre                    |          |
| 1. června 2012    | Kanada | Winnipeg (MB)        | MTS Centre                    |          |
| 3. června 2012    | USA    | Saint Paul (MN)      | Xcel Energy Center            |          |
| 5. června 2012    | USA    | Detroit (MI)         | Joe Louis Arena               |          |
| 6. června 2012    | USA    | Grand Rapids (MI)    | Van Andel Arena               |          |
| 8. června 2012    | USA    | Chicago (IL)         | Wrigley Field                 |          |
| 10. června 2012   | USA    | Louisville (KY)      | KFC Yum! Center               |          |
| 11. června 2012   | USA    | Indianapolis (IN)    | Conseco Fieldhouse            |          |
| 13. června 2012   | USA    | Atlanta (GA)         | Phillips Arena                |          |
| 15. června 2012   | USA    | Fort Lauderdale (FL) | BankAtlantic Center           |          |
| 16. června 2012   | USA    | Orlando (FL)         | Amway Center                  |          |
| 19. června 2012   | USA    | Nashville (TN)       | Bridgestone Arena             |          |
| 21. června 2012   | USA    | Buffalo (NY)         | First Niagara Center          |          |
| 23. června 2012   | Kanada | Toronto (ON)         | Rogers Center                 |          |
| 25. června 2012   | Kanada | Ottawa (ON)          | Scotiabank Place              |          |
| 26. června 2012   | Kanada | Montréal (QC)        | Bell Centre                   |          |
| 28. června 2012   | USA    | Albany (NY)          | Times Union Center            |          |
| 29. června 2012   | USA    | Hartford (CT)        | XL Center                     |          |
| 1. července 2012  | USA    | Boston (MA)          | Fenway Park                   |          |
| 3. července 2012  | USA    | Pittsburgh (PA)      | Consol Energy Center          |          |
| 6. července 2012  | USA    | New York (NY)        | Yankee Stadium                |          |
| 7. července 2012  | USA    | New York (NY)        | Yankee Stadium                |          |
| 9. července 2012  | USA    | Raleigh (NC)         | RBC Center                    |          |
| 10. července 2012 | USA    | Charlotte (NC)       | Time Warner Cable Arena       |          |
| 12. července 2012 | USA    | Washington, D.C.     | Verizon Center                |          |
| 14. července 2012 | USA    | Filadelfie (PA)      | Citizens Bank Park            |          |
| 21. července 2012 | Kanada | Québec (QC)          | Plaines d'Abraham             |          |

### Část 6: Evropské koncerty 2013
| Datum             | Stát               | Město                 | Místo                           | Poznámky                          |
| ----------------- | ------------------ | --------------------- | ------------------------------- | --------------------------------- |
| 18. července 2013 | Nizozemsko         | Arnhem                | Gelredome                       |                                   |
| 20. července 2013 | Belgie             | Werchter              | Festival Site                   |                                   |
| 23. července 2013 | Chorvatsko         | Split                 | Stadion Poljud                  |                                   |
| 26. července 2013 | Itálie             | Padova                | Stadio Euganeo                  |                                   |
| 28. července 2013 | Itálie             | Řím                   | Stadio Olimpico                 |                                   |
| 31. července 2013 | Řecko              | Athény                | Olympiakó Stádio "Spiros Louis" |                                   |
| 3. srpna 2013     | Turecko            | Istanbul              | stadion ITU                     |                                   |
| 7. srpna 2013     | Česko              | Praha                 | O2 arena                        | vystoupení přesunuto z Eden Arény |
| 9. srpna 2013     | Německo            | Frankfurt nad Mohanem | Commerzbank-Arena               |                                   |
| 11. srpna 2013    | Dánsko             | Kodaň                 | Parken                          |                                   |
| 14. srpna 2013    | Norsko             | Oslo                  | Telenor Arena                   |                                   |
| 15. srpna 2013    | Norsko             | Oslo                  | Telenor Arena                   |                                   |
| 17. srpna 2013    | Švédsko            | Göteborg              | Ullevi                          |                                   |
| 20. srpna 2013    | Polsko             | Varšava               | Stadion Narodowy                |                                   |
| 23. srpna 2013    | Rakousko           | Vídeň                 | Donauinsel                      |                                   |
| 25. srpna 2013    | Maďarsko           | Budapešť              | Puskás Ferenc Stadion           |                                   |
| 28. srpna 2013    | Rumunsko           | Bukurešť              | Piaţa Constituţiei              |                                   |
| 30. srpna 2013    | Bulharsko          | Sofie                 | Národní stadion Vasil Levski    |                                   |
| 1. září 2013      | Srbsko             | Bělehrad              | Kombank Arena                   | vystoupení přesunuto z parku Ušće |
| 4. září 2013      | Německo            | Berlín                | Olympiastadion                  |                                   |
| 6. září 2013      | Německo            | Düsseldorf            | Esprit Arena                    |                                   |
| 8. září 2013      | Nizozemsko         | Amsterdam             | Amsterdam ArenA                 |                                   |
| 11. září 2013     | Švýcarsko          | Curych                | Letzigrund                      |                                   |
| 14. září 2013     | Spojené království | Londýn                | Wembley Stadium                 |                                   |
| 16. září 2013     | Spojené království | Manchester            | MEN Arena                       |                                   |
| 18. září 2013     | Irsko              | Dublin                | Staid Aviva                     |                                   |
| 21. září 2013     | Francie            | Paříž                 | Stade de France                 |                                   |